# دیگو خوزه
دیگو خوزه (انگلیسی: Diego José؛ زادهٔ ۱۱ دسامبر ۱۹۷۶) بازیکن فوتبال اهل آرژانتین است.
از باشگاه‌هایی که در آن بازی کرده‌است می‌توان به باشگاه فوتبال روساریو سنترال و باشگاه فوتبال اتلتیکو تیگره اشاره کرد.